# 雞距番
雞距番，又稱雞腳番，是傳說中棲息於台灣北部山區的怪人族，擁有狀似鳥爪的腳，擅長在樹上生活。

## 外表與習性
雞距番擁有突出來的眼睛、大大的耳朵、頭髮剪短，以及像雞爪般的腳，這讓他們在地面上行動不易，但擅長在樹上生活，靈活的就像猴子，還很擅長射箭。牠們不常從樹上下來，除非是為了農耕和夜晚取水，若遇到其他原住民的話則會砍下他們的人頭帶走，但也有記載說他們一個月一次會跟附近的原住民交易。
此外，雞距番害怕槍砲，光是聽到聲音就會嚇的逃走。

## 分布
雞距番的巢穴主要分布於北部雞籠山附近，而內山深處也有叫做「嘟嘓」的部落是雞距番的村子。

## 現代研究
根據雞距番居住於內山深處及砍人頭的習俗可以判斷，雞距番是漢人將台灣原住民妖魔化的形象，其特徵也跟另一個將原住民妖魔化而成的怪人：獠人族相當類似。
另外，有人因為傳聞中雞距番的部落「嘟嘓」音似「太魯閣」，認為雞距番的真身就是太魯閣當地的原住民。